# Comuna Djurîn, Ciortkiv
Djurîn (în ucraineană Джурин) este o comună în raionul Ciortkiv, regiunea Ternopil, Ucraina, formată din satele Djurîn (reședința) și Djurînska Slobidka.

## Demografie
Componența lingvistică a comunei Djurîn
     Ucraineană (99,38%)
     Alte limbi (0,56%)
Conform recensământului din 2001, majoritatea populației comunei Djurîn era vorbitoare de ucraineană (99,38%), existând în minoritate și vorbitori de alte limbi.